# Лунматань
Лунмата́нь (кит. упр. 龙马潭, пиньинь Lóngmǎtán, буквально: «водоём коня-дракона») — район городского подчинения городского округа Лучжоу провинции Сычуань (КНР).

## История
Район был образован в 1995 году из частей территории Центрального района Лучжоу и уезда Лусянь.

## Административное деление
Район Лунматань делится на 7 уличных комитетов и 6 посёлков.